# 麥克亨利 (伊利諾伊州)
麥克亨利（英語：McHenry）是一個位於美國伊利諾伊州麥克亨利縣的城市。

## 地理
麥克亨利的座標為42°20′21″N 88°16′54″W / 42.33917°N 88.28167°W，而該地的平均海拔高度為243米（即797英尺）。

## 人口
根據2010年美國人口普查的數據，麥克亨利的面積為38.96平方千米，當中陸地面積為37.83平方千米，而水域面積為1.13平方千米。當地共有人口26992人，而人口密度為每平方千米692.81人。